# Hóseás könyve
Hóseás könyve, a katolikus kánonban Ózeás könyve (héberül: סֵפֶר הוֹשֵׁעַ, Sēfer Hōšēaʿ) az első kisprófétai könyv a héber Bibliában.

## A szerző
Hóseás próféta fiatalon kezdhette prófétálását, és tekintve hogy több királyt is megemlít idős kort érhetett meg. Feleségül vett egy asszonyt, Gomert, aki paráznává vált, mástól is szült gyerekeket. Ezért a próféta elszomorodott és a fájdalmak prófétájának is nevezik. Második gyermeket "nem szeretiknek" a harmadik gyereket "nem népemnek" nevezi.

## Mondanivalója
A házasság jelkép lesz a próféta számára, Izrael hűtlen és házasságtörő módon megcsalja Istent. A próféta panaszkodik a papok és királyok, Izrael vezetői ellen, akik az istentiszteletben és a vezetésben visszaélnek hatalmukkal. A tudatlan, eltévelyedett nép Jahve helyett Szamaria borját, a Baalokat és Astartékat tiszteli. Isten viszont épp azokat veszi el a hűtlen jegyestől, amivel a szövetséget felbontotta, a jólétet és hatalmat. Ezeket azért veszi el, hogy visszavezesse népét a pusztában kötött szövetséghez, ahhoz a szerelemhez, amelyet a jegyes érez az első napokban ahogy szereti hitvesét.